# Симеон Гревенски
Симеон (на гръцки: Συμεών) е православен духовник, митрополит на Охридската архиепископия от първата половина на XVI век.

## Биография
Според „Еко д'Ориан“ Симеон е споменат като гревенски митрополит в 1538 година.